# Amphineurus (Nothormosia) nothofagi
Amphineurus (Nothormosia) nothofagi is een tweevleugelige uit de familie steltmuggen (Limoniidae). De soort komt voor in het Australaziatisch gebied.